# جو واتسون
جو واتسون (بالإنجليزية: Joe Watson)‏ (1952 باسكتلندا في المملكة المتحدة - 30 سبتمبر 2000) هو لاعب كرة قدم أسترالي في مركز جناح ‏. شارك مع منتخب أستراليا لكرة القدم. أما مع النوادي، فقد لعب مع دندي يونايتد وسيدني تايغرز ونوتينغهام فورست وهاكواه سيدني سيتي إيست ‏ وفورفار أثلتيك ‏.

## وصلات خارجية
- جو واتسون على موقع قاعدة بيانات كرة القدم.إي يو (الإنجليزية)
- جو واتسون على موقع ناشيونال فوتبول تيمز (الإنجليزية)